# Апитерапија
Апитерапија од (лат речи apis - пчела) је комплементарна научна дисциплина традиционалне медицине, највећим делом, настала на вишевековном искуству из народа. Она у себи обједињује превентивне и терапијске методе које се заснивају на примени пчелињих производа: цветног праха, матичног млеча, меда, прополиса, пчелињег отрова (Apis mellifera) и воска у сврху очувања и унапређења човековог здравља.

## Историја
Примена пчелињих производа у превентивне и терапијске сврхе постоји од постанка човек. О томе да је човек одувек користио мед као храну и лек, говоре бројни цртежи по зидовима пећинама и сачувани писани документи. Сачувани документи древних цивилизација Египта, Грчке и Рима упућују да је човек још тада ценио лековита својства меда.
Мед је у грчкој митологији био син атинског краља Егеја и чаробнице Медеје. Према једном предању, када је Медеја протерана из Атине, отишла је са сином у Азију, где је он постао епонимни херој Међана, који је освојио многе земље. Живот је изгубио приликом похода на Индију. Према другом предању, он је сам стигао у Колхиду у време када је Перс преотео престо Ејету. Знајући за пророчанство да ће Перс настрадати од потомака свог брата, Мед се лажно представио као Хипот, син коринтског краља Креонта. Ипак, није успео да превари Перса и он га је бацио у тамницу. Из тамнице га је спасила његова мајка, Медеја, која се представила као Артемидина свештеница и дала му оружје којим је ипак убио Перса. Мед је био један од Хиронових ученика, а погинуо је када је напао Индију. Према неким изворима његов отац је можда био Јасон, а као његови родитељи се помињу и Дионис и нимфа Алфесибеја. Неки аутори су га називали и Поликсен или Медеј. О њему су писали многи аутори; Аполодор, Диодор, Хесиод и други.
- Хипократ (460-377 год. п. н.е.) наводи мед као антибиотик, антисептик, експекторанс.
- Аристотел (384-322. п. н. е.) приписује лековита својства свим пчелињим производима
- Гален (130-210) користио је мед као лек.
- Авицена је мед користио за лечење рана. О лековитим својствима меда он у својим делима наводи „окрепљује душу, помаже варење, оштри ум, обнавља памћење“.

Историја апитерапије у 19. и 20. веку открива бројне студије спроведене у области апитерапије, а посебно у области примене пчелињег отрова. Тако је захваљујући напорима аустријског лекара Филипа Терца, који је резултате својих истраживања објавио 1888. под називом „Извештаја о својеврсној вези између убода пчела и реуматизма“, започела примена пчелињег отрова у лечењу реуматичких болести.
Бодог Бек (1871–1942) мађар родом из Будимпеште, по доласку у САД следи искуства Терца и међу првима почео је са применом апитерапије у Сједињеним Америчким Државама. Он је дуги низ година са особљем болнице Светог Марка у Њујорку примењивао пчелињи отров у лечењу реуматичких болести, после личног лошег искуства са реуматском грозницом. Др Бек, као и многи лекари пре и после њега, покушавао је да метода лечења пчелињим отровом постане призната од стране медицинске струке, али без успеха. Као и др Терц, који се сматра „оцем“ терапије пчелињим отровом, тако ни Бек није успео да створи било какаво интересовање у медицинској пракси за прихватање примене пчелињег отрова у терапији. Бек је такође био и велики заговорник употребе меда у лечењу, и у циљу популаризације његове примене написао је књигу „Мед и ваше здравље“, коју је објавио 1938. године.
Велике заслуге за популаризацију апитерапије у САД има и Чарлса Мраз (1905-1999), пчелар из Вермонта, који је добро познавао Бека и са њим сарађивао дуги низ година. Године 1928. након пресељења у Вермонт, Чарлс је основао пчелињак (који је убрзо у Новој Енглеској постао највећи пчелињак), и фирму која је успешно пословала више од 60 година. Чарлс, је непрекидно путовао у Јужну и Централну Америку, Европу, Азију и на Блиски исток, и као консултант промовисо пчеларске методе и технологије. Године 1992. добио је признање од стране америчке пчеларске Федерације као један од пет најугледнијих пчелара у САД, у комерцијалном пчеларству. Чарлс је био колумниста и писац који је писањем о меду и његовим производима дао значајан допринос неговању традиција у области пчеларства. Неки од чланова одбора америчког друштва за апитерапију, као и бројни други чланови овог друштва, су обучени или се обучавају инспирисани основним теоретским и практичним поставкама Чарлса Мраза.

## Апитерапија убодом пчела
Апитерапија  употребом убода пчела примењује се за лечење специфичних хроничних инфламаторних поремећаја  укључујући:
- реуматизам
- неуролошке поремећаје,
- васкуларне поремећаје,
- гастроинтестиналне поремећаје
- алергијске поремећаје  (овај модалитет се не сме мешати са специфичном имунотерапијом отровом - хименоптерапијом за десензибилизацију пацијената који су доживели анафилаксију од убода ових инсеката).[6][7]

Ова терапија је настала из анегдотских извештаја о убодима пчела којима  су лечени бронхитис и артритис. Режим лечења се састојао од убода пчела и уноса пчелињен отрова  (Apis mellifera) живих пчела  једном дневно или три пута недељно примењених на кичму, вероватно у корелацији са захваћеним зглобом или дуж акупунктурних „окидачких“ тачака. Затим се на овим тачкама врши притисак палцем до тачке бола. После првих недеља лечења, неки пацијенти су доживели погоршање своје болести у такозваној реактивној фази, која се сматра суштинском и одражава активацију имуног система. Када се постигне специфичан (неидентификован) ниво резистенције, терапија се обично прекида. Лечење је било индивидуализовано у складу са клиничким одговором и прекинуто ако је наступила анафилакса.
Тридесетих година 20. века, комерцијални облици пчелињег отрова у облику инјекције (Апивен, Венапис, Лиовац , Иминин, Апикосан) постали су доступни, са 0,1 мг чистог сувог пчелињег отрова, што је  једнако једном убоду пчеле.
| Врста једињења | Једињење                 | Количине отрова у % | Количина перисеката (нмол) |
| -------------- | ------------------------ | ------------------- | -------------------------- |
| Мали молекули  | Хистамин                 | 0,66–1,6            | 5–10                       |
|                | Допамин                  | 0,13–1,0            | 2.7–5.5                    |
|                | Норадреналин             | 0,1–0,7             | 0,9–4,5                    |
| Пептид         | Меллитин                 | 40–50               | 10–12                      |
|                | Мелитин-Ф                | 0.01                | 0,0003                     |
|                | Апамин                   | 3                   | 0,75                       |
|                | Пептид 401               | 2                   | 0.6                        |
|                | Сецапин                  | 0.5                 | 0.13                       |
|                | Тертиапин                | 0.1                 | 0.03                       |
|                | Прокамин А, Б            | 1.4                 | 2.0                        |
| Ензими         | Фосфолипаза А2           | 10–12               | 0.23                       |
|                | Хијалуронидаза           | 1–2                 | 0.03                       |
|                | Кисела фосфомоноестераза | 1.0                 | —                          |
|                | α-д-глукозидаза          | 0.6                 | —                          |
|                | Лизофосфолипаза          | 1.0                 | 0.03                       |

Активна истраживања у Сједињеним Америчким Државама и другим земљама престала су почетком 1950-их са појавом ефикасних антибиотика и кортикостероида.
С почетка 21. века када је дошло  до оживљавања студија о корисним ефектима убода пчела овај учинак приписан је фракција растворљивој у води, и њеној интеракцији са металопротеиназама и мелитином (мелитинином) , који инхибира циклооксигеназу (ЦОКС-2) и производњу супероксида од стране неутрофила, оба главна играча у одржавању и појачавању запаљења у зглобовима током реуматоидног артритиса.  Овај антиинфламаторним агенс  за који се зна да је 100 пута јачи од кортизона показо се ефикан у сузбијању производње цитокина.
У клиничкој пракси, током примене ове метода јављали су се нежељени ефекти као што је анафилакса (као  један од главних проблема) и ризик од развоја других компликација (као што је хепатотоксичност).  Према томе како је утврђено да мелитин  показује хемолитичке и цитотоксичне активности против ћелија сисара, треба га модификовати пре него што се може безбедно развити у лек.

## Ставови и смернице за коришћење пчелињих производа у лечењу
У популарној литератури и сличним приручницима: често су описивани корисни ефекти меда и други производи пчела, уз навођење научно непотврђених чињеница или без навођења аутора који су спровели истраживања и утврдили чудотворне ефекте пчелињих производа на здравље људи, или су давани савети о начину коришћења меда и других производа пчела, дозе и рецепти без икакве научне потвдре, односно претклиничких и клиничких испитивања.
Како апитерапија у себи садржи примену многих дијететских производа или суплемената на бази меда и других производа пчела, створених изван фармацеутске индустрије, а који се препоручују или примењују од стране особа немедицинске струке, без јасних научних доказа, називи додатни или алтернативни начин лечења, псеудонаука су изрази које доста често користи егзактна медицине при описивању ове методе у пракси. Зато се веома честу у професионалној литератури, нарочито медицинској, пчелињи производи готово универзално одбацују као некорисни, а њихова примена у лечењу назива „надрилекарством“.
Неки од главних разлога за опште игнорисање и поларизацију ставова међу стручљацима разних професија, о било каквом биолошки корисном потенцијалу пчелињих производа, од стране егзактне медицинске у многим западним земљама били су:
- недостатак добро осмишљених тестова за одређивање ефикасности пчелињих производа,
- недостатак јенобразности већине пчелињих производа,
- тешкоће у употреби или прописивању пчелињих производа,
- општа одбојност према некој супстанци која није фабрички произведена од добро познатих супстанци,
- тешкоће фармацеутских компанија да патентирају и осигурају профитабилност пчелињих производа
- честе дезинформације и безобзирна пропаганда у популарној штампи и литературе у којој се пренаглашено и неумерено пише о учинцима пчелињих производа.

Неки од производа у апитерапији готово никада не проузрокују „штету“, и могу имати позитивне учинке у ублажавању симптома, дотле други могу да буду „опасни“. Ако се у апитерапији користе пажљиво одабрани и проверени производи пчела (нпр. у лечењу рака или неких других стања) исти могу имати позитиван утицај на ублажавање појединих симптома и сам ток болести.
Код особа, које поседују екстремне алергијске реакције на пчелињи убод, или друге производе пчела, у најтежим случајевима последице могу да буду кобне-фаталне. Напад астма и могућа смрт може настати након употребе матичног млеча. Особе са ослабљеним имунским системом требало би да буду опрезне код конзумирањем меда, јер он у себи може садржати бактерије или гљивице, које код ових особа могу изазвати инфекцију.
Такође могући ефекти пчелињег отрова у трудноћи нису добро проучени. Жене које су трудне или дојиље, обавезно треба да се консултују са својим лекарем пре него почну са применом апитерапије.
Код лечења појединих болести ослањање искључиво на ову врсту третмана треба избегавати, јер одлагање примене метода конвенционалне медицинске неге може оставити озбиљне и трајне последице по здравље. Зато апитерпију треба увек користи уз претходну консултацију са лекарем, и у принципу увек заједно са методама конвенционалне медицине.
Зато да би апитерапији имала своје право место у лечењу, и била прихваћена од стране медицинске науке треба превазићи бројне потешкоће и испунити бројне услове од којих су најзначајнији:
- перманеннтно спроводити, на научној основи заснована, истраживања у циљу прибављања дока о корисним ефекатима пчелињих производа и могућностима њихове примене у фармацеутској индустрији и медицини,
- школовање здравствених радника у области апитерапије,
- едукација пчелара о њиховој одговорности у производњи и стављању у промет пчелињих производа,
- едукација становништва - корисника пчелињих производа о значају и начину примене пчелињих производа.